# Картель Калі
Картель Калі (ісп. Cartel de Cali) колумбійський наркокартель, що базувався на півдні Колумбії, в околицях міста Калі та департаменту Валє-дель-Каука. Його засновниками стали брати Хільберто Родрігес Орехуела та Мігель Родрігес Орехуела та Хосе Сантакрус Лондоньйо. Вони відокремились від Пабло Ескобара та його Медельїнського картелю наприкінці 1980-х, в цей же час Ельмер Ерера на прізвісько «Пачо» приєднався до складу наркобаронів Картелю Калі.
Завдяки своїм зв'язкам з британськими та ізраїльськими найманцями, союзниками з різних країн, незліченними шпигунами та інформаторами в уряді, а також розгалуженою мережею розвідки та спостереження по всьому місту Сантьяго де Калі, картель порівнювали з КДБ та УБН.
Вважалось, що на піку свого розквіту Картель Калі контролював понад 90 % світового ринку кокаїну, та мав безпосереднє відношення до зростання ринку кокаїну в Європі, де також контролював 90 % ринку. До середини 1990-х років наркоімперія Картелю Калі була багатомільярдним підприємством.

## Історія створення

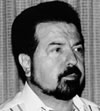
Хільберто Родрігес Орехуела

Картель Калі був утворений братами Родрігес Орехуела та Хосе Сантакрусом, які, на відміну від більшості наркоторговців того часу, походили із заможних родин. Визнання цього соціального походження мало відображення в назві їх групи як «Панство з Калі» (Джентльмени з Калі) (ісп. Los Caballeros de Cali). Спочатку організація була утворена, як група викрадачів, відома як «Лас Чемас» (ісп. Las Chemas), якими керував Луїс Фернандо Тамайо Гарсія. «Лас-Чемас» була причетна до численних викрадень, у тому числі двох громадян Швейцарії: дипломата, Германа Бюффа та студента, Зака «Джаз Міліс» Мартіна. За викрадених викрадачі отримали викупи на загальну суму близько 700 000 доларів США, які пізніше витратили на створення своєї наркоімперії.
Спершу вони взялась за торгівлю марихуаною. Але через низьку прибутковість та необхідність оперувати великими обсягами товару, було прийнято рішення звернути увагу на більш прибутковий наркотик — кокаїн. На початку 1970-х картель відправив Ельмера «Пачо» Ерреру до Нью-Йорка для створення мережі розповсюдження кокаїну. Ця дія відбулася в той час, коли Управління боротьби з наркотиками США (УБН) не сприймало кокаїн серйозно і розглядала наркотик як менш критичний, ніж героїн і навіть оприлюднили звіт, в якому стверджували, що кокаїн «не призводить до звикання … і, як правило, не призводить до серйозних наслідків, таких як злочинність або потрапляння до лікарні».
До складу керівництва Калійського картелю входили Хільберто Родрігес Орехуела, Мігель Родрігес Орехуела, Хосе Сантакрус Лондоньйо та Ельмер Ерера Буітраго.

## Структура
Вважається, що саме несерйозне ставлення УБН до кокаїну дозволило групі процвітати. Група розвинулась та організувалась у кілька «осередків», які, здавалось діяли незалежно, хоча й були підзвітні «наглядачеві». Незалежна структура таких осередків — було головною відмінністю Картелю Калі від Медельїнського картелю. Картель Калі діяв як група незалежних злочинних організацій пов'язаних між собою, на відміну від структури медельїнців з єдиним лідером на чолі — Паблом Ескобаром.

## Злочинна діяльність

### Наркоторгівля
Картель Калі, який розпочав з торгівлі марихуаною, незабаром перейшов до кокаїну через простоту транспортування та більшу прибутковість. Картель був відомий своїми інноваціями в торгівлі та виробництві кокаїну, переміщуючи свої нарколабораторії з Колумбії до Перу та Болівії. Також вони стали першовідкривачами шляху поставок кокаїну через Панаму. Картель також диверсифікувався на опій, і, як повідомлялося, привіз японського хіміка для удосконалення процедури його очищенню.
Згідно рапортів та свідчень Томаса Константіна перед Конгресом Сполучених Штатів Америки, "Калі стане домінуючою групою з торгівлі південноамериканським героїном країн через їх доступ до районів Колумбії, де вирощують опіум ". Дебати щодо участі картелю в торгівлі героїном залишаються до сьогодні. Вважається, що лідери картелів не брали участь у торгівлі героїном; однак наближені до них особи, такі як Іван Урдінола-Грахалес торгували. Вважається, що їхні стосунки призвели до співпраці з центрами розповсюдження героїну.
Вважалось, що в свій розквіт Картель Калі контролював понад 90 % світового ринку кокаїну, та мав безпосереднє відношення до зростання ринку кокаїну в Європі, де також контролював 90 % ринку. До середини 1990-х років наркоімперія Картелю Калі була багатомільярдним підприємством.

### Відмивання грошей

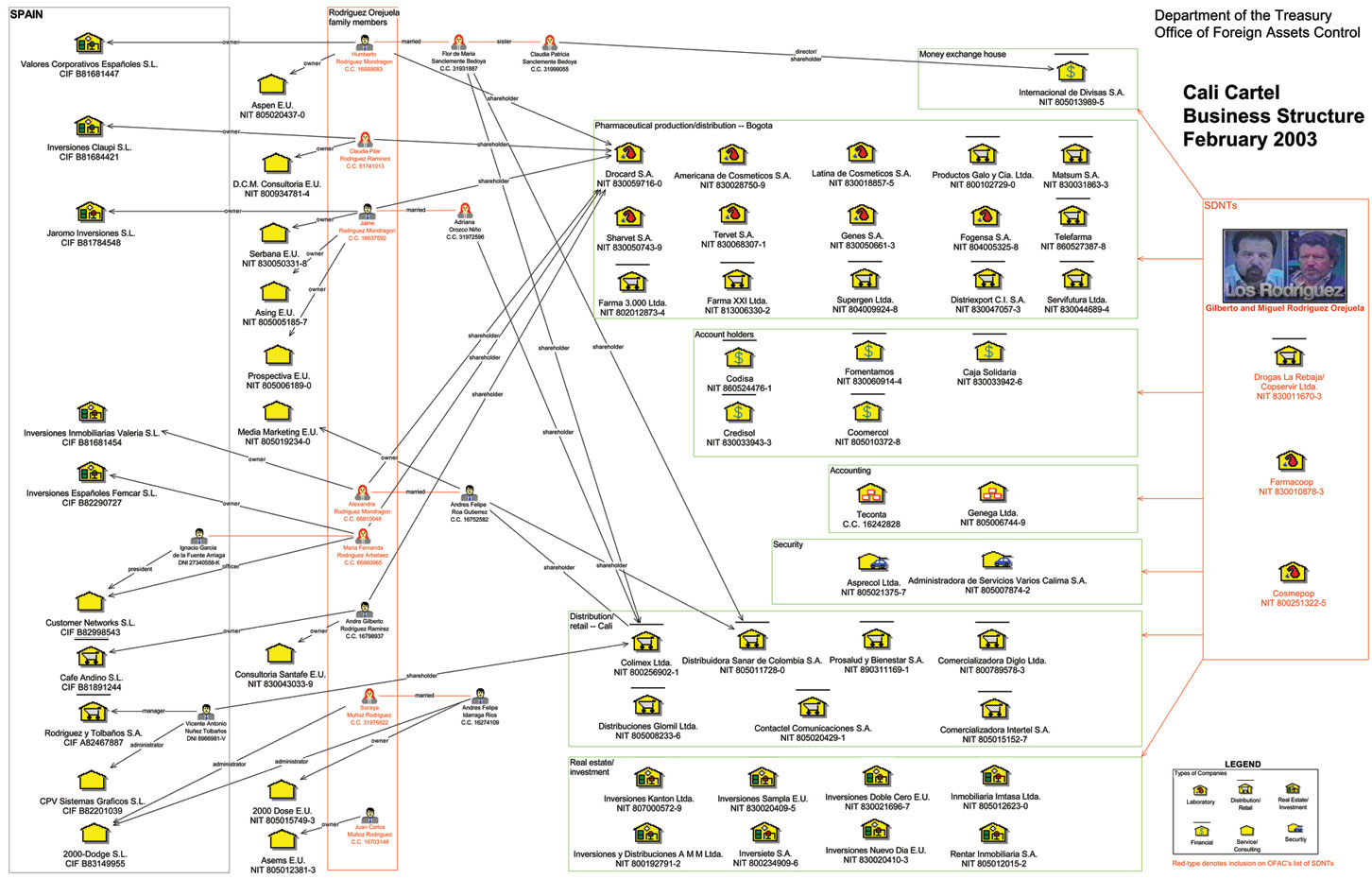
Схема відмивання грошей Картелю Калі

З метою відмивання грошових надходжень від наркоторгівлі, Картель Калі інтенсивно вкладав свої кошти в законні бізнеси, а також у відомі компанії, щоб замаскувати походження грошей. Вважається, що в 1996 році картель отримав 7 мільярдів доларів річного доходу лише з надходжень із США. З припливом грошових коштів виникає потреба відмити кошти. Одним з перших прикладів відмивання грошей картелем відбувся, коли Хільберто Родрігес Орехуела спромігся посісти посаду голови правління Банко де Трабахадорес (Banco de Trabajadores). Вважалося, що банк використовувався для відмивання коштів Картелю Калі, а також Медельїнського картелю Пабло Ескобара. Членам Картеля було дозволено через свій зв'язок з Хільберто отримувати кредитні рахунки та брати позики без погашення.
Скориставшись існуючою базою у банківській сфері, Хільберто Родрігес Орехуела створив банк First InterAmericas Bank, який вів діяльність в Панамі. В інтерв'ю журналу Time, Хільберто визнав, що через цей банк дійсно відмивались гроші, однак фінансові операції були легальними. Саме ці відмивання грошей, які, за словами Хільберто, були «відповідно до панамського законодавства фінансовими операціями», призвели до його переслідування владою США.
У 1979 році Хільберто започаткував мережу з понад 30 радіостанцій під назвою «Grupo Radial Colombiano» та фармацевтичну компанію під назвою «Drogas la Rebaja», яка налічувала понад 400 аптек в 28 містах, в яких працювало 4200 робітників. Вартість фармацевтичної мережі оцінювалася в $ 216 мільйонів.
Факт того, що мережею володів Картель Калі стало приводом, що аптеки перетворились на цілі для Пабла Ескобара, де за його наказом з січня 1988 року по 4 травня 1990 року прогриміло 85 вибухів, забравши життя 27 людей.

#### Зв'язки з російським урядом
St. Petersburg Immobilien und Beteiligungs AG або SPAG — компанії з нерухомості, зареєстровані в Німеччині під контролем Володимира Путіна в 1992 році, які за підозрами німецької поліції спонсорували злочинні угруповання Санкт-Петербургу, колумбійських наркобаронів та міжконтинентальне відмивання грошей. Співзасновник компанії Рудольф Ріттер був заарештований у Ліхтенштейні за відмивання наркогрошей для Картелю Калі.

Колишній охоронець Президента України Микола Мельниченко здійснив прослуховування наступної розмови між Президентом України Леонідом Кучмою та головою СБУ Леонідом Деркачем про SPAG: 
(Текст згідно джерела)Leonid Derkach: Leonid Danilovich. We've got some interesting material here from the Germans. One of them has been arrested.

Leonid Kuchma (reading aloud): Ritter, Rudolf Ritter.

Leonid Derkach: Yes, and about that affair, the drug smuggling. Here are the documents. They gave them all out. Here's Vova Putin, too.

Leonid Kuchma: There's something about Putin there?

Leonid Derkach: The Russians have already been buying everything up. Here are all the documents. We're the only ones that still have them now. I think that [FSB chief] Nikolai Patrushev is coming from the 15th to the 17th. This will give him something to work with. This is what we'll keep. They want to shove the whole affair under the carpet.
 Пізніше у розмові Деркач заявляє, що «вони придбали всі ці документи по всій Європі, а все, що залишилось решта — в наших руках».

### Фізичні розправи

#### Дисципліна всередині картелю
Для забезпечення дисципліни в середині картелю часто було достатньо погроз  застосування насилля, тому що структура картелю була побудована таким чином, що тільки люди, які мали родину в Колумбії, здійснюватимуть операції, що мають стосунок до США. Досяжність до сімей членів картелю ставали гарантією того, що вони не стануть співпрацювати з правоохоронними органами або відмовляться розраховуватись за отриманий товар. Загроза смерті висіла і над тими, хто допустив помилки. Вважається, що картель часто вбивав молодших членів, які допустили грубі помилки.

#### Соціальна чистка
У своїй книзі «Кінець тисячоліття» Мануель Кастеллс стверджує, що Картель Калі брав участь у соціальній чистці сотень «покидьків» (desechables). До «покидьків» включали повій, безпритульних дітей, дрібних злодіїв, гомосексуалів та бездомних.
Разом з деякими з місцевими жителями Картель Калі формував «групи з соціального очищення» (grupos de limpieza social), які вбивали «покидьків», часто залишаючи на них знаки, що вказували: " Cali limpia, Cali linda "("чистий Калі, прекрасний Калі"). Тіла вбитих часто кидали в річку Каука, яка згодом стала називатися «Річка смерті». Муніципалітет Марселли в Рисаральді врешті-решт збанкротували через витрати пов'язанні з упізнанням трупів та проведення розтинів.

#### Воєнізовані формування

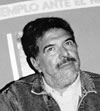
Хосе Сантакрус Лондоньйо

У 1980-х та на початку 1990-х партизани-комуністи завдали удару по наркокартелях. У 1981 році тодішня партизанська група Movimiento 19 de Abril (М-19; «Рух 19 квітня») викрала Марту Нієвес Очоа, сестру братів Очоа з Медельїнського картелю - Хорхе, Фабіо та Хуана Давіда. М-19 вимагала викуп у розмірі 15 мільйонів доларів за безпечне звільнення Марти, але вимога була відхилена. У відповідь на викрадення Медельїнський картель та Картель Калі, а також пов'язані з ними наркоторговці утворили групу Muerte a Secuestradores (MAS; «Смерть викрадачам»). Картелі забезпечили MAS усім необхідним: зарплатами, обладнанням, зброєю. Листівки, що сповіщали про утворення MAS були скинуті на футбольне поле в Калі. MAS почав мститися, захоплюючи та катуючи членів М-19 в помсту. Протягом 3 днів Марту Нієвес звільнили. Попри це група MAS продовжувала діяти, їм приписували сотні вбивств.
У 1992 році партизанське угрупування Революційні збройні сили Колумбії (FARC) викрало Крістіну Сантакрус, дочку лідера картеля Калі Хосе Сантакруса Лондоньйо. FARC вимагало в обмін на безпечне повернення Крістіни викуп у розмірі $10 мільйонів. У відповідь Картель Калі викрав 20 або й більше членів Комуністичної партії Колумбії, Патріотичного союзу, Об'єднаного робітничого союзу та сестру Пабло Кататумбо, представника Координаційної ради партизанської партії Сімона Болівара. Врешті-решт після переговорів Крістіну та сестру Кататумбо звільнили. Невідомо, що сталося з іншими заручниками, захопленими картелем.
Під час «наркотерору», влаштованого Пабло Ескобаром уряді Колумбії, вважається, що найманий вбивця намагався вбити Ерреру, коли він відвідував спортивні змагання. Стрілець відкрив вогонь з автомата по натовпу, де сидів Еррера, убивши 19 осіб; при цьому не влучив у Ерреру. Вважається, що Еррера є засновником Лос Пепес, групи, яка діяла поряд із владою з наміром вбити або захопити Пабло Ескобара.
Після цього Картель Калі найняв колумбійського військового Хорхе Сальседо, щоб він допоміг їм здійснити вбивство Пабло Ескобара. Сальседо в минулому товаришував з групою найманців, яку найняв для ведення війни проти лівих партизанських сил в операції, яка була санкціонована військовими Колумбії. Група найманців складалася з 12 осіб - це були колишні солдати спецоперацій, включаючи британську спеціальну повітряну службу. Сальседо вважав це завдання своїм патріотичним обов'язком, прийнявши пропозицію картелю.
Група колишніх британських солдатів, що брала участь в замаху на Пабла Ескобара тренувалися кілька місяців, поки не дочекалась слушної миті, коли Ескобар мав долучитись до святкувань з приводу перемоги його футбольної команди у турнірі. Для раптової атаки рано вранці, вони планували скористатись двома гелікоптерами MD Helicopters MD 500 з важким озброєнням, на які завчасно нанесли поліцейські знаки розрізнення. Під час польоту один з вертольотів врізався в гору за декілька хвилин до цілі. Пілот загинув під час аварії. План був скасований і замість атаки їм довелося проводити рятувальну операцію на крутому схилі гори.

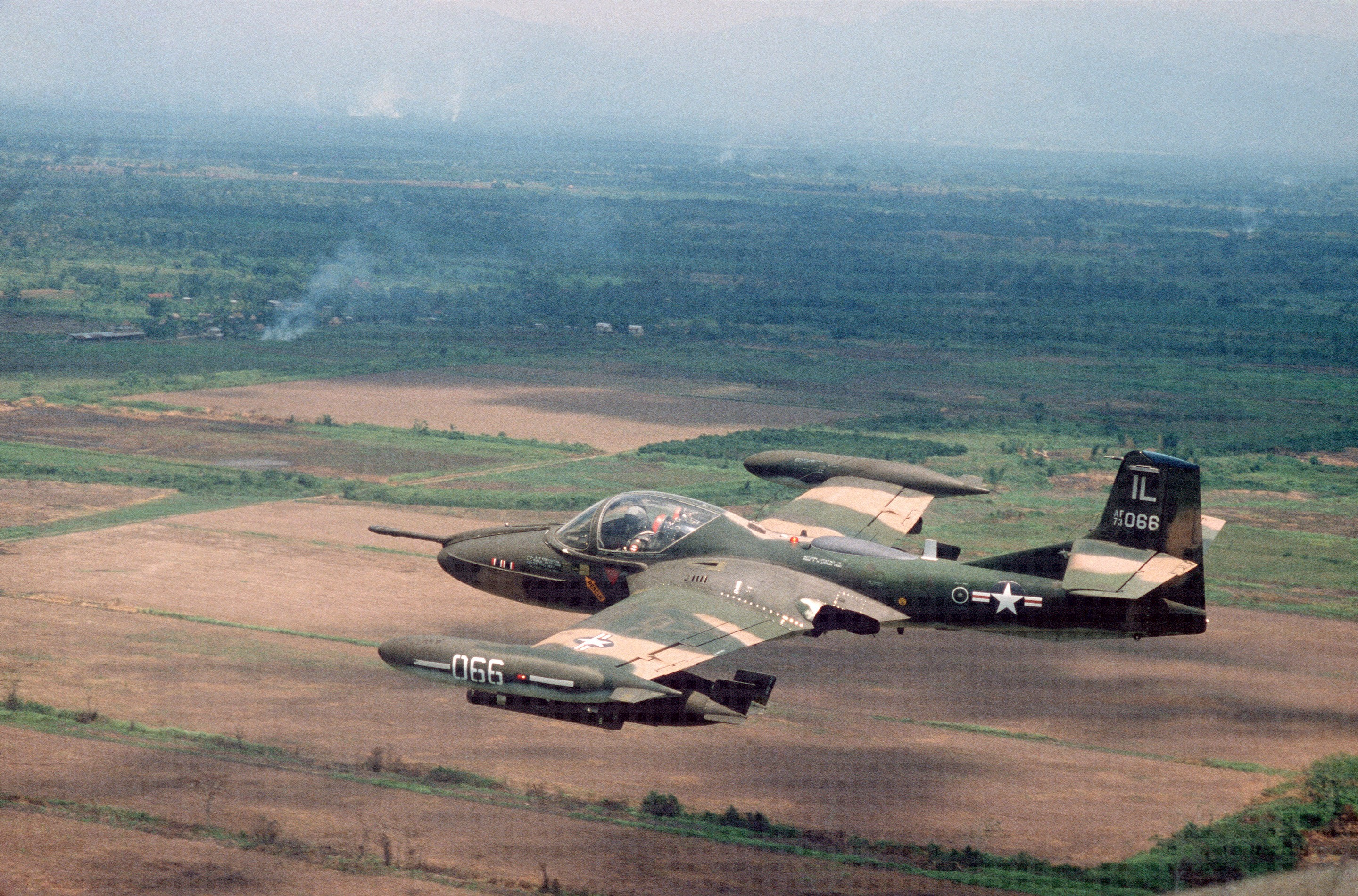
Один з планів полягав у використанні приватного реактивного літака А-37 для бомбардування в'язниці, в якій перебував Ескобар.

Врешті Ескобар потрапив до в'язниці, де він продовжував керувати Медельїнським картелем та погрожував суперникам зі своєї камери. Другим планом вбивства Ескобара було бомбардування в'язниці, де він перебував, приватним літаком Cessna A-37 Dragonfly. Картель Калі мав зв'язок у Сальвадорі, де генерал військових сил цієї країни незаконно продав їм чотири 500 фунтових бомби за півмільйона доларів.

### Контррозвідка та шпигунство
Контррозвідувальний центр Картелю Калі часто дивував Управління боротьби з наркотиками США та колумбійських чиновників. Під час рейду до офісів Калійського картелю було встановлено, що картель здійснював моніторинг усіх вхідних та вихідних телефонних дзвінків, що здійснювались в Боготі та Калі, включно з посольство США в Боготі та Міністерством оборони країни. Лондоньйо за допомогою ноутбука міг прослуховувати телефонні розмови. При виявленні ноутбуку правоохоронці не змогли розшифрувати багато файлів на ньому через складні методи шифрування. Вважалося, що у Лондоньйо також була людина безпосередньо у телефонній компанії, і прослуховування велось безпосередньо звідти. Адвокат Лондоньйо невдовзі після обшуків надіслав офіційний запит про вимогу надати відповідні дозволи на їх проведення.
Список з переліком тих, кому Картель Калі давав хабарі, окрім продажних посадовців та державних чиновників містив близько 5000   таксистів. Зв'язок з водіями таксі дозволило картелю дізнатися першими хто приїжджає в місто і коли, а також де вони зупиняються. Маючи численних водіїв таксі на зарплаті, картель міг відстежувати пересування чиновників та високопосадовців. Як повідомляє журнал Time, у 1991 році коли агенти УБН та митної служби США відстежували розвантаження вантажних кораблів в порту Маямі, вони самі були об'єктами стеження картелю Калі.
Хорхе Сальседо, перебуваючи на службі у збройних силах Колумбії, працював на картель Калі, спочатку відповідаючи за їх службу розвідки, а потім забезпечуючи безпеки Мігелю Родрігесу Орехуели. Пізніше, він, за іронією долі, мав вирішальне значення в допомозі знищити картель і точно визначити місце переховування Мігеля. Він створив та розмістив велику приховану радіомережу по всьому місту, що дозволило членам картелю спілкуватися, де б вони не перебували. Велика кількість правоохоронців також працювали на них, включаючи високопосадовців відповідальних за пошук лідерів картелю.
Коли правоохоронцям нарешті вдалося заскочити Мігеля Родрігеса Орехуелу, коли той переховувався в одному з помешкань, Хорхе Сальседе, разом з іншими правоохоронцями та двома агентами УБН не спромоглися віднайти секретне сховище всередині помешкання, де сховався Мігель і були змушені його залишити. Вони оточили периметр навколо будинку, щоб запобігти його втечі, однак Сальседе допоміг Мігелю втекти, сховавши його в своїй машині.

## Відносини з Медельїнським картелем

### Співпраця з відмивання грошей
Хорхе Очоа, який займався фінансовими справами Медельїнського картелю, та Хільберто Родрігес були друзями дитинства, а роками пізніше були співвласниками Першого панамського банку InterAmericas. Пізніше цей банк був названий посадовцями США, як установа з відмивання грошей, яка дозволила обом картелям перевозити та відмивати великі суми грошей. Лише за допомогою дипломатичного тиску на тодішнього панамського диктатора Мануель Нор'єга США змогли покласти край використанню банку в якості фінустанови з відмивання коштів. В інтерв'ю журналу Time Хільберто Родрігес визнав, що відмивав гроші через банк, але зазначив, що цей процес не порушував панамських законів.

### Створення MAS та поділ ринку кокаїну
Обидва картелі продовжили співпрацю, створивши воєнізовану групу «Смерть викрадачам» (Muerte a Secuestradores / MAS), яка допомогла успішно повернути викрадену сестру братів Очоа, Марту Нієвес Очоа.
Вважається, що на другій зустрічі ватажків обох картелів були поділені території впливу картелів у США. Згідно домовленостям Картель Калі контролював Нью-Йорк, а Медельїнський картель — Південну Флориду та Маямі, доля Лос-Анжелеса вирішена не була.
Вважається, що через свою співпрацю стосовно MAS, обидва картелі вирішили співпрацювати також в питаннях встановлення цін на кокаїн, його виробництва та поставок. Однак стратегічний альянс, утворений із заснуванням MAS в 1981 році, почав руйнуватися в 1983—1984 роках через конкуренцію. Коли картелі налагодили інфраструктуру, маршрути, способи поставок та схеми хабарництва це послужилося їх конкурентам, які почали використовувати напрацьовані схеми. До 1987 року співпраці, що розпочалась зі створення MAS, вже не існувало. До розколу також призвели спроби Родрігеса Гачі поставляти кокаїн до Нью-Йорка, який за згодою картелів був територією впливу Калійського картелю та арешт Хорхе Очоа в 1986 році на поліцейському блокпосту, яке відбулось, на думку Медельїнського картелю, за сприянням картелю Калі.

### Los Pepes
У роки, коли Пабло Ескобар, оголосив війну колумбійському уряду, влаштувавши «наркотерор» уряд почав наносити контрудари. По мірі того, як Медельїнський картель слабшав через бойові дії та постійний тиск, Картель Калі нарощував сили, врешті-решт заснувавши Лос Пепес(ісп. Perseguidos por Pablo Escobar / Люди, що постраждали від Пабло Ескобара). Лос Пепес був спеціально створений для атак на Медельїнський картель та призвів до падіння наркоімперії Пабло Ескобара.
Вважається, що Лос Пепес надавав інформацію державному підрозділу, що складався з поліцейських та військових, спеціально створеному для розшуку лідерів Медельїнського картелю. В обмін на цю інформацію Лос Пепес отримував допомогу від антитерористичного підрозділу США та спецпідрозділу Дельта. До моменту, коли Ескобара було вбито в грудні 1993 року Лос Пепес відповідав за смерть чи розстріл понад 60 соратників або членів Медельїнського картелю. Смерть Пабло Ескобара призвела до розпаду Медельїнського картелю та піднесення картелю Калі.

## Кінець картелю

### Конфіскації
Незважаючи на те, що Картель Калі, завдяки своїм зв'язкам в колумбійському уряді, який до того ж був зайнятий війною з Медельїнським картелем, мав певний імунітет, їх поставки кокаїну продовжували конфісковувати. Тільки в 1991 році правоохоронні органи вилучили 67 тонн кокаїну, 75% якого належав Картелю Калі. Загалом митна служба США (USCS) витратила 91855 години на слухання справ та 13 років на розслідування проти Картелю Калі, конфіскувавши 50 тонн кокаїну та майна на $15 мільйонів доларів.
У 1991 році партія кокаїну, яка була захована всередині бетонних стовпів, була виявлена за допомогою собаки-нюхача у морському порту Маямі. Це призвело до вилучення 12 тонн кокаїну та декількох арештів. До конфіскації наступного року 6 тонн кокаїну, захованому у вантажі з броколі, та 7 причетних до контрабанди осіб призвели прослуховування телефонних розмов фігуранта по першій конфіскації. Вилучені книги обліку під час арештів дозволило ідентифікувати інші поставки кокаїну, заховані у кахлі, відправлені до Панами. Ця інформація була передана панамській владі і призвела до вилучення 5 тонн кокаїну.
У 1993 році митна служба США, переслідуючи Рауля Марті — єдиного члена, що залишився в осередку Маямі, знову завдала удару по Картелю Калі, цього разу вилучивши 5,6 тонн кокаїну. Вважається, що ці послідовні рейди змусили картель переправляти свої поставки через Мексику; однак це не зупинило митну службу США. Три кораблі з загальним вантажем кокаїну у 17 тонн були перехоплені у 1993.

### Арешти

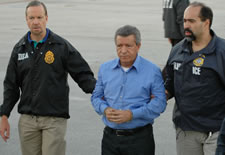
Мігель Родрігес Орехуела під супроводом агентів УБН та митної служби США

У період з червня по липень 1995 року шість з семи голів картелю, що залишались на свободі, були заарештовані. Хільберто був заарештований у його домі, а Енрі Лоаіза-Чебаллос, Віктор Патіньйо-Фомеке та Фанор Арізабалета-Арзаус здалися владі. Хосе Санта Крус Лондоньйо був схоплений у ресторані, а через місяць Мігеля Родрігеса було затримано під час облави. Поширена думка, що картель продовжував контролювати поставки наркотиків з в'язниці.
Брати Родрігес Орехуело були екстрадовані до США в 2006 році і визнали свою провину в суді Маямі, штат Флорида, за звинуваченням у імпорті кокаїну до США. Після їх зізнання вони пішли на угоду з владою США, передавши свої активи в еквіваленті $ 2,1 мільярда набутих від кокаїнового бізнесу. При цьому угода не вимагала від них співпраці в інших розслідуваннях. Влада Колумбії конфіскувала їх аптечну мережу Drogas la Rebaja, замінивши 50 з 4200   працівників на підставі того, що вони "залишались вірними інтересам Картелю Калі.

## У культурі
- Нарко — оригінальний телевізійний серіал Netflix (2015—2017), перші два сезони впорядковують життя Пабло Ескобара та сходження Медельїнського картелю та Картелю Калі, останній третій сезон присвячено боротьбі УБН з Картелем Калі.